# Carlos Zurita, vévoda ze Sorie
Carlos Emilio Juan Zurita y Delgado, vévoda ze Sorie a Hernani (* 9. října 1943, Antequera) je španělský lékař a manžel infantky Margarity, vévodkyně ze Sorie. Je švagrem krále Juana Carlose I. a strýcem současného španělského krále Filipa VI.
Narodil se ve městě Antequera v Málaze ve Španělsku aristokratům Carlosovi Zuritovi y González-Vidalte a jeho manželce Maríi del Carmen Delgado y Fernández de Santaella.
Vévoda ze Sorie je jako jeho otec bývalý lékař. Byl specialistou na dýchací a oběhovou soustavu. Studoval na lékařské fakultě Univerzity v Seville, kde v roce 1967 získal licenciát v oboru lékařství s doprovodným oceněním „Premio Extraordinario de Licenciatura“ za mimořádné zásluhy. Doktorát získal se stipendiem na Španělské vysoké škole v Bologni v Itálii. V roce 1971 získal pozici na Španělské národní vysoké škole pro onemocnění hrudníku.
Dne 12. října 1972 se v Estorilu v kostele sv. Antonína oženil s infantkou Margaritou. Mají dvě děti:
- Don Alfonso Juan Carlos Zurita y de Borbón (* 9. srpna 1973, Madrid).
- Doña María Sofía Emilia Carmen Zurita y de Borbón (* 16. září 1975, Madrid). Má syna Carlose, který se narodil 28. dubna 2018 v Madridu.

V roce 1989 vévoda a vévodkyně ze Sorie založili Fundación Cultural Duques de Soria (Kulturní nadace vévody a vévodkyně ze Sorie), jejímž cílem je stimulovat španělský jazyk a kulturu. Nadace spolupracuje s univerzitami a španělskými kulturními institucemi, aby přispěla ke kulturnímu a vědeckému rozvoji ve Španělsku.
Vévoda ze Sorie je předsedou Španělské federace sdružení přátel muzeí a předsedou nadace Friends of Prado Museum Foundation. Je také členem Španělské královské lékařské akademie.
V roce 2003 byli vévoda a vévodkyně ze Sorie oceněni Velkokřížem Řádu Alfonse X. Moudrého za jejich práci při podpoře vědy a kultury.
V roce 2013 královna Sofie předsedala aktu uctění Carlose za jeho 25 let v čele nadace Friends of the Prado Museum Foundation. Akce se zúčastnila jeho manželka infantka Margarita a jeho dvě děti, Alfonso a María.

## Vyznamenání
V roce 2003 byli vévoda a vévodkyně ze Sorie jmenováni nositeli velkokříže španělského Řádu Alfonse X. Moudrého.